# Смурова, Елена Юрьевна
Елена Юрьевна Смурова (18 января 1974, Ленинград, СССР) — российская ватерполистка, бронзовый призёр Олимпийских игр. Заслуженный мастер спорта России.

## Карьера

### Клубная карьера
Воспитанница ленинградского водного поло. Выступала в питерской «Диане». В 1997, 1998, 1999 и 2000 годах становилась бронзовым призёром чемпионата России. Елене первой в «Диане» было присвоено звание мастер спорта (1994). В 1997 году она первой в команде была удостоена звания мастера спорта международного класса.
Следующие четыре сезона Елена провела в чемпионате Италии. Выступая за клубы из Палермо «Gifa» (2000-02, 2004) и «Swimming» (2002/03), завоевала золото (2001), серебро (2002, 2004) и бронзу (2003). А в 2002 году сверх того завоевала LEN Trophy Cup.
В 2004 году вернулась в чемпионат России, в «Кинеф-Сургутнефтегаз». В составе команды 5 раз становилась чемпионкой России (2005, 2006, 2007, 2008, 2009), завоёвывала серебро (2005, 2006, 2007, 2008) и бронзу (2009) Кубка европейских чемпионов.

### Выступления за сборную
С 1994 года привлекалась в  женскую сборную России.
На Олимпиаде в Сиднее Елена в составе сборной России выиграла бронзовую медаль. За высокие спортивные достижения Елене Смуровой было присвоено высокое спортивное звание – Заслуженный мастер спорта России.
Участвовала в Олимпиаде-2004 и Олимпиаде-2008, где российская сборная не дотянулась до наград.
Бронзовый призёр чемпионата мира (2003, 2007).
Чемпионка Европы (2006, 2008). Серебряный (1997) и бронзовый (1999, 2001, 2003) призёр чемпионатов Европы.
Бронзовый призёр чемпионатов России (1996-2000).
Серебряный призёр Кубка мира (1997).
Обладательница Кубка европейских чемпионов (1999).

## Образование
Окончила Санкт-Петербургскую государственную академию физической культуры им. П.Ф. Лесгафта

## Тренерская карьера
После окончания карьеры возглавляла тренерский штаб «КИНЕФ-Сургутнефтегаз-2». С 2012 года  стала ассистенткой Александра Нарицы в «КИНЕФ-Сургутнефтегазе».

## Государственные награды
Указом Президента Российской Федерации была награждена орденом «За заслуги перед Отечеством» III степени.
Награждена медалью ордена «За заслуги перед Отечеством» II степени (19 апреля 2001 года).